# 売り子

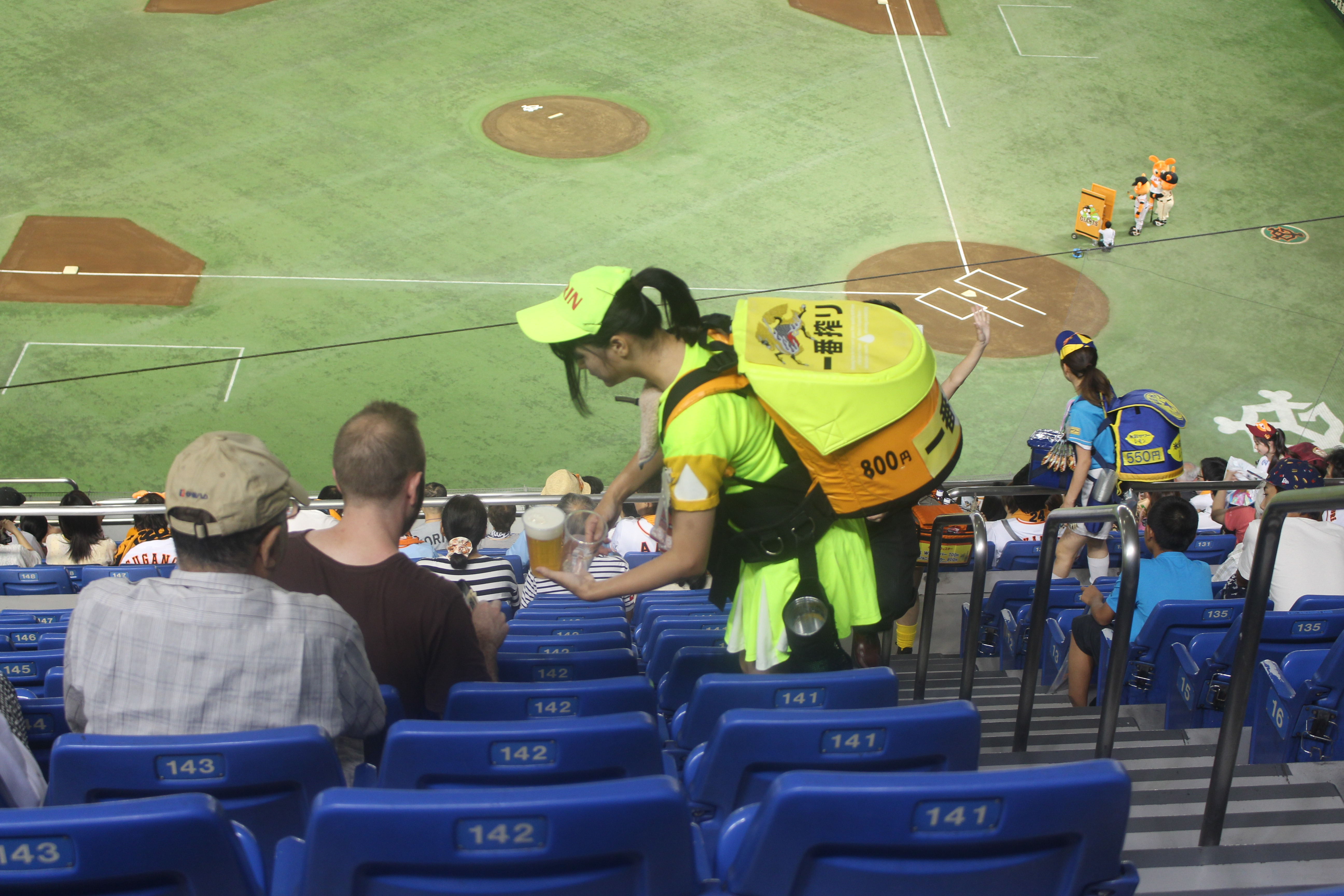
売り子がビールを販売している様子。2016年、東京ドームにて。

売り子（うりこ）とは、商品を売る人のことを指す。本項では野球場のスタンドにおいて、歩きながら観客に対してビールなどを販売している販売員について説明する。

## 概要
野球場のスタンドでの売り子による販売が開始されたのは1948年（昭和23年）頃の阪神甲子園球場からで当初はサイダーなどを販売していた。1950年代になってから、この売り子による販売が全国の野球場に拡大し、併せてビールも取り扱うようになった。
この頃のビール販売は瓶ビール或いは缶ビールを売り子から購入する形式を取っていたが、安全上やゴミ回収の問題などから、平成に入ると、売り子が生ビールの樽を背負いながら販売する形態が定着した。
ビール販売の売り子は1試合で平均100杯販売しており、仮に1試合が3時間（180分）だとすると、2分弱で1杯のビールを売っている計算になる。トップレベルの売り子だと、150から200杯販売しているため、1分前後で1杯のビールを売っていることになる。
売り子の採用は球場によって異なり、ビールの銘柄ごとにそれぞれ雇用するケースがあれば、販売エリアごとに雇用するケースもある。給与は基本歩合制で一般的な売り子は1日（1試合）9000円前後であるが、トップレベルの売り子となると、2万から3万円も稼ぐことがある。
2010年代に入ると、売り子そのものが「芸能界への登竜門」にもなっており、実際に東京ドームの売り子を担当していたおのののかや池谷実悠、横浜スタジアムの売り子を担当していたほのかのように、売り子を辞めた後にタレントやアナウンサーなどに転身した事例も少なくない。